# Valparaíso de Goiás
Valparaíso de Goiás är en stad och kommun strax söder om Brasília i centrala Brasilien, och ligger i delstaten Goiás. Folkmängden i kommunen uppgick år 2014 till cirka 150 000 invånare.